# Рядник звичайний
Рядник звичайний (Armeria maritima) — вид трав'янистих рослин родини кермекові (Plumbaginaceae). Етимологія: лат. maritima — «морський».

## Опис
Багаторічна трав'яниста рослина заввишки (15)20–40 см з багатьма стеблами. Кореневище коротке. Листки в прикореневій розетки (часто також є бічні розетки), безчерешкові. Пластини лінійні, з тупою верхівкою, злегка м'ясисті, 1–15 см × 0.5–3 мм. Суцвіття: головки 13–28 мм діаметра. Квітка: віночок рожевий (іноді білий). Плоди: 1-насінні капсули, які відкриваються за допомогою кільцевої щілини біля основи. 2n = 18.

## Поширення
Європа (Білорусь, Естонія, Латвія, Литва, Україна, Австрія, Бельгія, Чехія, Німеччина, Угорщина, Польща, Словаччина, Швейцарія, Данія, Фарерські острови, Фінляндія, Ісландія, Ірландія, Норвегія, Швеція, Велика Британія, Чорногорія, Румунія, Сербія , Франція, Португалія, Іспанія); Азія (Монголія, Російська Федерація, Туреччина); Північна Америка (Гренландія, Канада, США); Південна Америка (Аргентина, Чилі). Натуралізований у деяких інших частинах світу. Також культивується.
Населяє піщані приморські луки, берегові луки і кам'янисті насипи.

## Використання
Рослина іноді використовується в медицині, а також, можливо, в їжу. Іноді вирощується як декоративна і ґрунтопокривна рослина, є кілька найменованих форм.

## Галерея

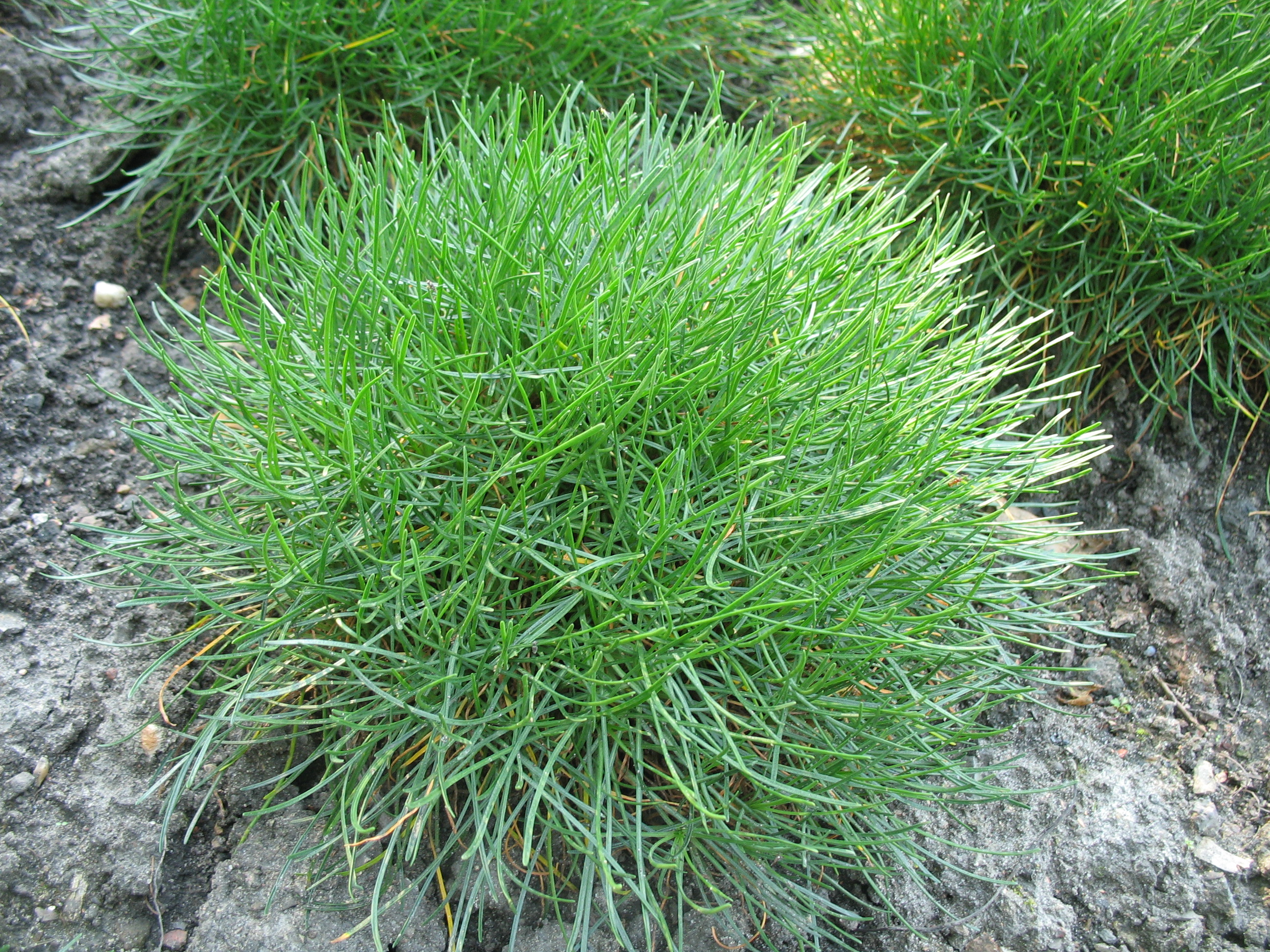
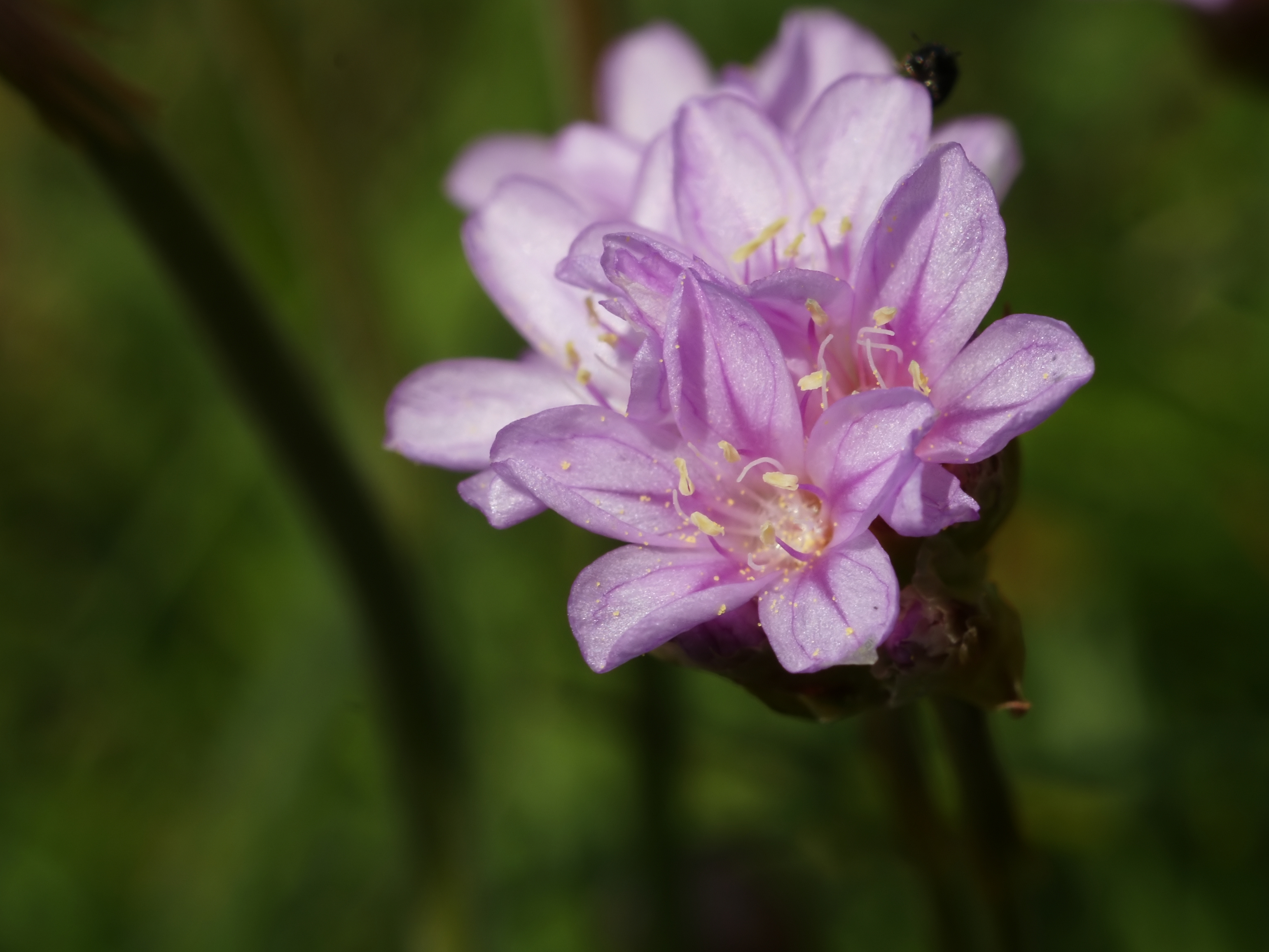
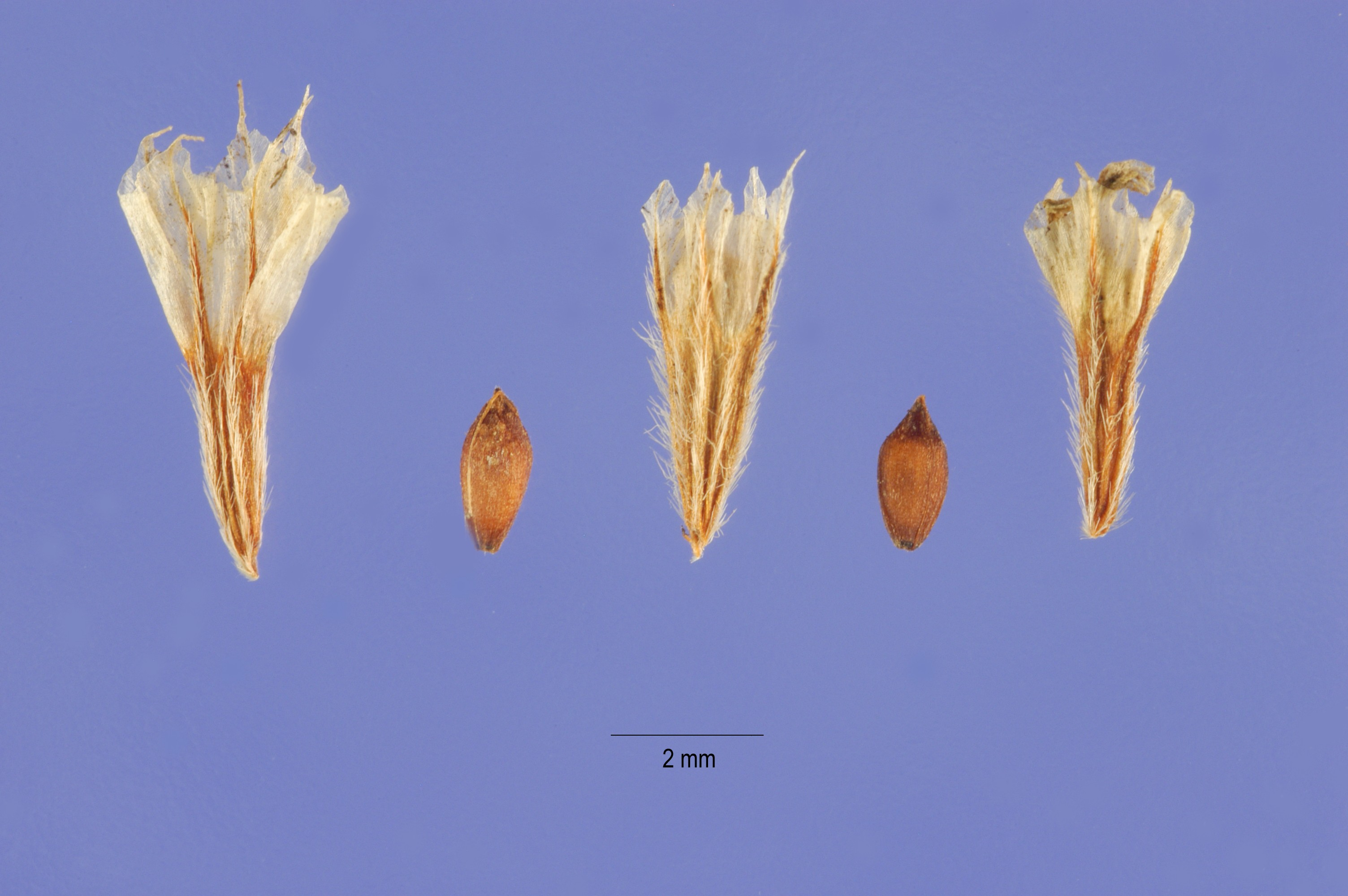
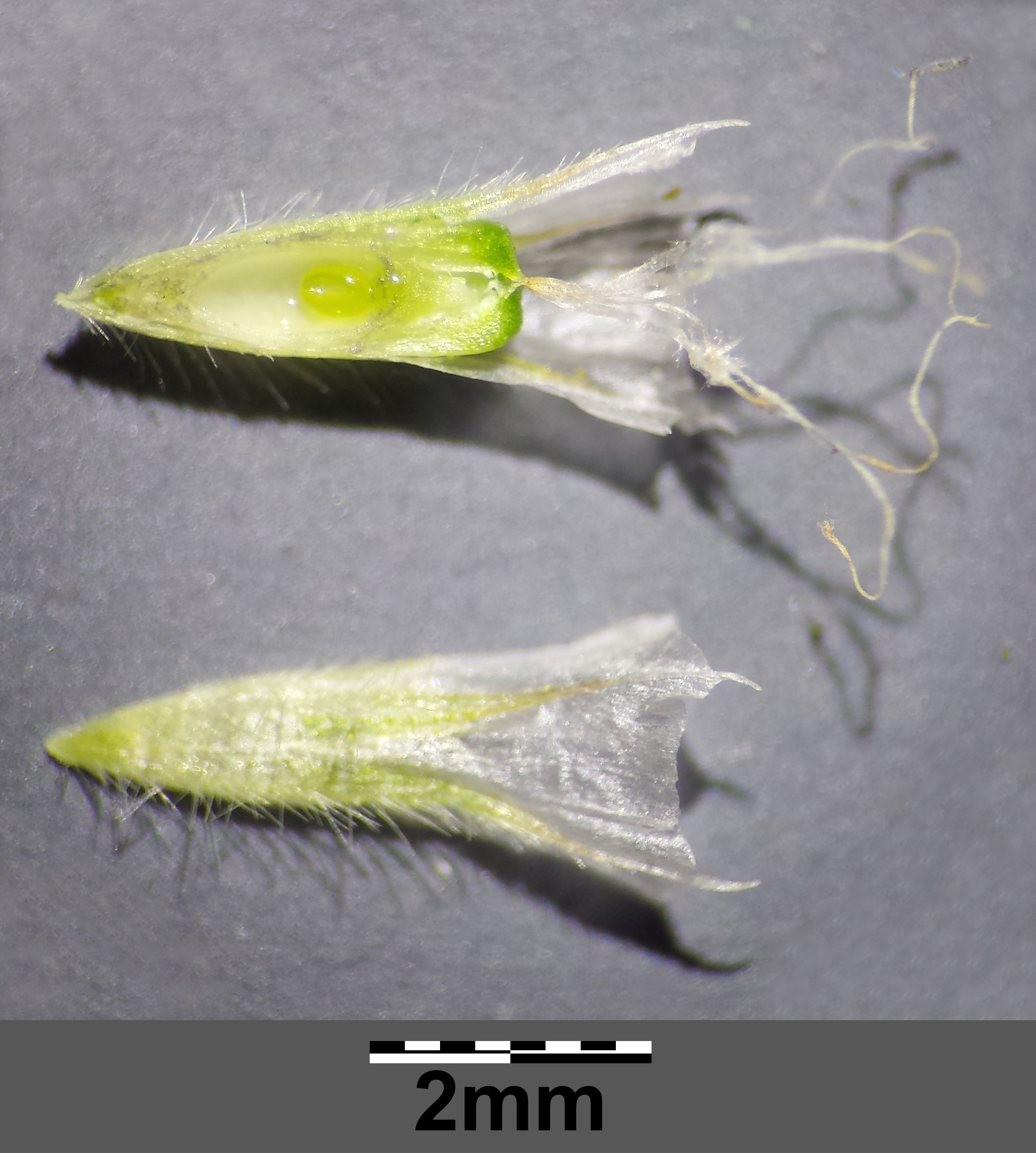
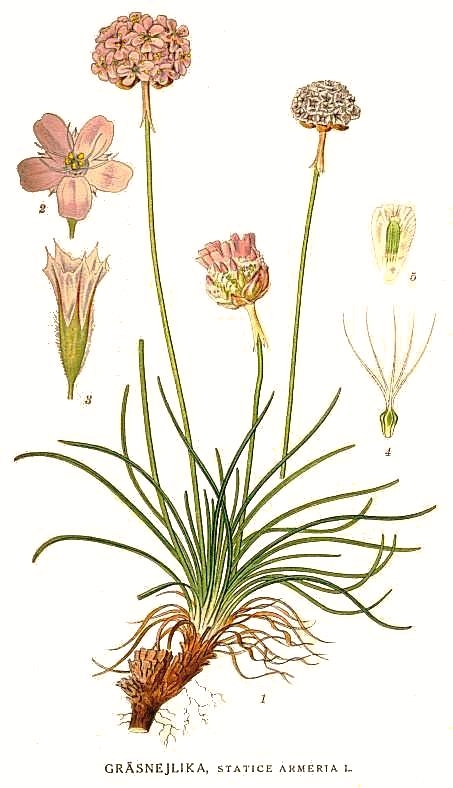